# Hittestraal

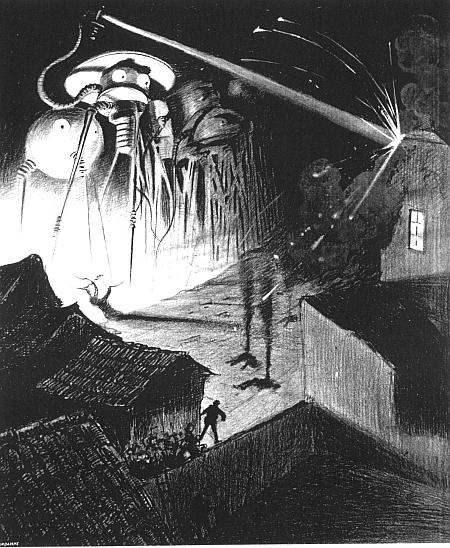
De Martianen vernietigen een huis met de hittestraal

De hittestraal (Engels: heat-ray) is een fictief buitenaards straalwapen uit H.G. Wells’ sciencefictionroman The War of the Worlds.

## Achtergrond
In de roman zelf wordt de term “hittestraal” voornamelijk gebruikt voor de destructieve energie die het wapen voortbrengt, niet het wapen zelf. Het wapen dat de hittestraal afvuurt wordt in de roman beschreven als een doos of camera waarin de hitte wordt opgewekt. Deze doos zit gemonteerd op een van de armen van een driepoot.
De hittestraal zelf is een energiewapen dat alles waar het mee in contact komt razendsnel opwarmt. Brandbare objecten vliegen meteen in brand, metaal smelt weg en water verandert vrijwel direct in stoom.
De roman beschrijft de oorsprong van de hittestraal als een intense straal van hitte die opgewekt wordt in een kamer waarin absoluut geen geleidbaarheid plaatsvindt. Deze hitte wordt vervolgens via een paraboolreflector als straal naar een voorwerp gekaatst. Hoewel de straal fotonisch in oorsprong is, wordt hij in de roman beschreven als een onzichtbare straal. Het enige dat te zien is, is een lichtflits vanaf de kamer waar de hitte in wordt opgewekt. De hittestraal heeft ook een zeer groot bereik, en kan voorwerpen raken op twee mijl (3219 m) afstand.
Een belangrijk gegeven is dat als er daadwerkelijk een energiewapen zou worden gemaakt, deze waarschijnlijk net als de hittestraal onzichtbare energie zou afvuren en als niet zichtbare lasers zoals in veel andere sciencefiction zou werken.

## In andere bewerkingen
De hittestraal is een van de meest voorkomende wapens in vrijwel elke bewerking van het War of the Worlds verhaal. Maar net als bij de driepoten bestaan er verschillende interpretaties van hoe het wapen eruitziet. In de War of the Worlds films en het computerspel is de straal wel zichtbaar. In de Great Illustrated Classics bewerking van The War of the Worlds wordt de Hitte-straal zelfs voorgesteld als een massieve vlammenwerper.

### Eerste film
In de eerste War of the Worlds film uit 1953 hebben de Martiaanse gevechtsmachines drie wapens. Boven op hun voertuig zit een wapen dat een rode hittestraal afvuurt. Dit wapen kan draaien en alle kanten opvuren. Net als in de roman doet de straal alles wat hij raakt ontbranden. Aan beide zijkanten van het voertuig zitten twee andere energiewapens die groene energiestralen afvuren. Deze kunnen enkel naar voren schieten. Deze groene wapens zijn worden skeleton rays genoemd. Slachtoffers en voorwerpen geraakt door de stralen gloeien even en verdwijnen dan.

### Televisieserie
In de War of the Worlds televisieserie komen de hittestralen uit de eerste film alleen even voor in de eerste aflevering in een flashbackscène.
Later in de serie maken de aliens een soort draagbare versie van het wapen die ze gewoon bij zich kunnen houden. Dit wapen vuurt groene projectielen af gelijk aan het tweede wapen van de Martianense oorlogsschepen uit de film.

### Steven Spielberg film
In Steven Spielbergs  bewerking van Wells’ verhaal War of the Worlds is de hittestraal een blauwgrijze straal die een dehydraterend effect heeft op de mensen die erdoor geraakt worden, en een destructief effect op levenloze voorwerpen. Mensen die geraakt worden door de straal vallen tot stof uiteen, maar hun kleren blijven onaangetast. Een brug die later in de film geraakt wordt door de straal stort echter wel in. Ook is in de film te zien hoe houten constructies vlam vatten als gevolg van de straal.
De geluidseffecten van het wapen doen vermoeden dat het een elektrisch wapen is (vermoedelijk een straal van elektrondeeltjes). Het effect van zo’n geconcentreerde straal van elektronen op organisch materiaal is inderdaad onmiddellijke verdamping.

### Pendragon Pictures film
In de minder bekende film H.G. Wells' The War of the Worlds van Pendragon Pictures bevindt het wapen dat de hittestraal genereert zich boven op de cabine van een driepoot. Drie metalen vingers houden een discus vast die snel ronddraait en zo de hittestraal opwekt.